# Disgenesia gonadica
Il termine disgenesia gonadica viene utilizzato per indicare una serie di malattie caratterizzate da disordini multipli dello sviluppo del sistema riproduttivo.
In tali malattie rientrano:
- la sindrome di Turner - le gonadi sono disgenetiche e si ha un aspetto fenotipico tipicamente femminile.
- la sindrome di Klinefelter - le gonadi con una morfologia simile a quella testicolare presentano una disgenesia tubulare.
- l'ermafroditismo vero - chi ne soffre ha sia tessuto testicolare sia ovarico in una stessa gonade. L'apparato sessuale esterno è ambiguo o femminile.
- la disgenesia gonadica pura (o sindrome di Swyer) - molto difficile da diagnosticare nei neonati, il patrimonio cromosomico può essere XY o XX.
- la disgenesia gonadica mista - è forse la disgenesia più comune. I bambini presentano un testicolo normale da un lato e una gonade disgenetica dall'altro.